# スティーブ・デイカス
スティーブン・ヘイズ・デイカス（Stephen Hayes Dacus、1960年11月7日 - ）はアメリカ合衆国出身の実業家、米国公認会計士。マスターフーズ社長、ファーストリテイリングシニア・バイス・プレジデント、西友最高経営責任者兼ウォルマート・ジャパン・ホールディングス最高経営責任者、スシローグローバルホールディングス会長等を経て、セブン&アイ・ホールディングス最高経営責任者。

## 人物・経歴
カリフォルニア州生まれ。母親は日本人、日本での滞在も長く、日本語も堪能で流暢とされる。1983年サンディエゴ州立大学卒業、ノースロップエアクラフト入社。米国公認会計士であり、クーパース&ライブランド（現プライスウォーターハウスクーパース）を経て、1994年マース入社。
2001年マスターフーズプレジデント。2005年からファーストリテイリング・シニア・バイス・プレジデントを務め、海外ユニクロ事業を担当した。2007年ウォルマート・シニア・バイス・プレジデント。
2010年西友COO兼ウォルマート・ジャパン・ホールディングス・エグゼクティブ・バイス・プレジデント。2011年から西友CEO兼ウォルマート・ジャパン・ホールディングスCEOを務め、厳しい経営環境が続く中、6期連続の増収増益を実現した。2016年スシローグローバルホールディングス代表取締役会長兼スシローUSAマネージャー。2018年ペルミラ・アドバイザーズ・シニア・アドバイザー。
2022年セブン&アイ・ホールディングス取締役。2024年セブン&アイ・ホールディングス取締役会議長。2025年セブン&アイ・ホールディングス代表取締役社長最高経営責任者（CEO）、7-Eleven, Inc. Director、7-Eleven International LLC Director。日本経団連理事なども務めた。